# Carl Georg Brunius
Carl Georg Brunius (født 23. marts 1792 i Tanum, død 12. november 1869 i Lund) var en svensk arkitekt, kunsthistoriker og arkæolog, søn af Gomer Brunius.
Brunius blev 1815 docent i græsk ved Lunds Universitet, og 1824-58 var han Esaias Tegnérs efterfølger som professor sammesteds i samme fag. Han var særdeles produktiv som latinsk digter. Sine bedste kræfter viede han dog arkæologien, kunsthistorien og bygningskunsten. Han har efterladt flere værdifulde arbejder over forskninger i arkæologisk og kunsthistorisk retning, som han foretog i Vest- og Sydsverige samt på Gotland og Bornholm.
1833-59 ledede han restaureringsarbejder i Lunds Domkirke. Brunius har endvidere restaureret, opført eller givet tegning til en mængde andre kirker samt flere bygninger i Lund og på de skånske godser. Han fremmede med sit arbejde genopvækkelsen af romansk og gotisk stil i Sveriges arkitektur. Blandt hans mange skrifter må nævnes: Skånes konsthistoria for medeltiden (1850), Konstanteckninger under en resa till Bornholm år 1857 (1860), Gotlands konsthistoria (1864-66). Brunius ydede endvidere bidrag til J.G. Liljegrens arbejde Nordiska fornlemningar (1823). 